# شولیکین (دهانه)
شولیکین یک دهانه برخوردی در ماه‌ است.